# Dersau
Dersau er en by og kommune i det nordlige Tyskland, beliggende i Amt Großer Plöner See under Kreis Plön. Kreis Plön ligger i den østlige/centrale del af delstaten Slesvig-Holsten.

## Geografi
Dersau er beliggende ved Bundesstraße 430 omkring 7 km sydvest for Plön, ved Großer Plöner See. Dersau er forbundet med Plön, Stocksee og Nehmten med en buslinje.